# Атенульф III (князь Капуи)
Атенульф III — князь Капуи и Беневенто в 933—943 годах, старший сын Ландульфа I.

## Биография
Атенульф III стал соправителем своего отца Ландульфа I (III по капуанской нумерации) и дяди Атенульфа II. После смерти Атенульфа II (940) следующим соправителем стал младший брат Атенульфа III Ландульф II (IV).
После смерти Ландульфа I Ландульф II вынудил Атенульфа III бежать в Салерно и стал единоличным князем. Был женат на Ротильде, дочери Гвемара II Салернского. Сведений о дальнейшей судьбе Атенульфа III не сохранилось.